# 4668 Rayjay
4668 Rayjay eller 1987 DX5 är en asteroid i huvudbältet som upptäcktes den 21 februari 1987 av den belgiske astronomen Henri Debehogne vid La Silla-observatoriet. Den är uppkallad efter Ray Jayawardhana.
Asteroiden har en diameter på ungefär 13 kilometer och den tillhör asteroidgruppen Eos.